# Hwang Young-cho
Pour les articles homonymes, voir Hwang.

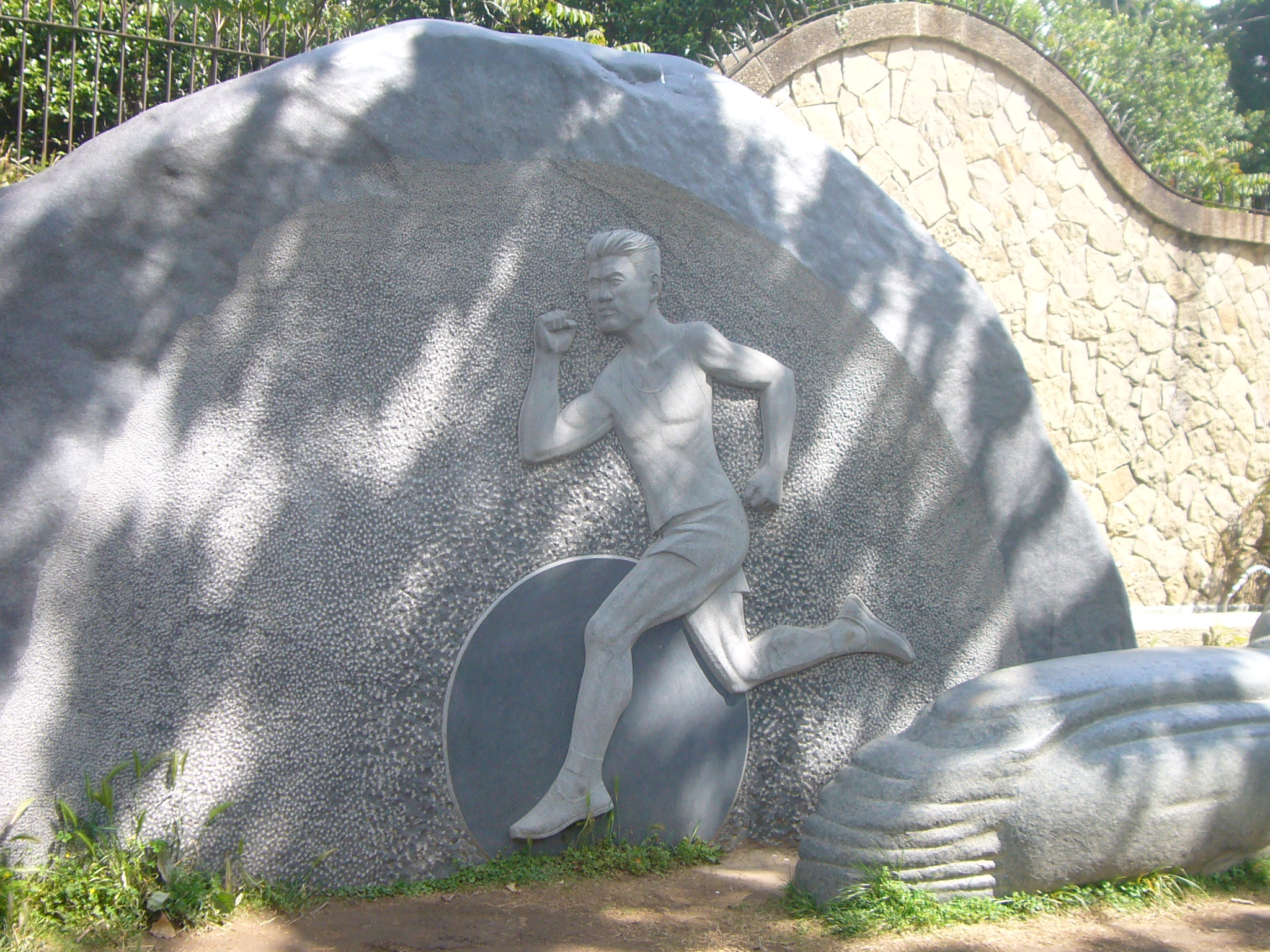
Un monument symbolique à Barcelone

Hwang Young-cho (en coréen 황영조 ou 黃永祚, né le 22 mars 1970) est un athlète sud-coréen, spécialiste du marathon.
Il a remporté la médaille d'or aux Jeux olympiques de Barcelone et aux Jeux asiatiques de 1994 à Hiroshima. Sa meilleure performance est de 2 heures 8 min 9 s au marathon de Boston le 18 avril 1994.